# Heart (Nederlandse band)
Heart was een Nederlandse muziekgroep uit de jaren 1973 en 1974.
Heart kwam voort uit Himalaya en bestond uit:
- Patricia Paay – zang
- Mac Sell – gitaar
- Gerard Visser (toenmalige echtgenoot van Paay) – basgitaar
- Okkie Huijsdens – toetsinstrumenten
- Ton op ’t Hof – drums

Heart kwam tot drie singles en viel door het vertrek van Patricia Paay uit elkaar. De overige leden gingen zonder Visser en Paay verder onder de naam Limousine, dat in eerste instantie aanmerkelijk succesvoller was. Paay nam het album Beam of light op onder leiding van Steve Harley, destijds verbonden met Yvonne Paay.

## Discografie

### Singles
| Single met eventuele hitnotering(en) in de Nederlandse Top 40 | Datum van verschijnen | Datum van binnenkomst | Hoogste positie | Aantal weken | Opmerkingen |
| ------------------------------------------------------------- | --------------------- | --------------------- | --------------- | ------------ | ----------- |
| Hang on                                                       | 1973                  | 06-10-1973            | tip22           | -            |             |
| Stronger                                                      | 1974                  | -                     |                 |              |             |
| Lovemaker                                                     | 1974                  | 27-07-1974            | 28              | 4            |             |